# Покров Богородичен (Автокоманда)
„Покров на Пресвета Богородица“ или „Покров Богородичен“ (на македонска литературна норма: „Покров Богородичен“) е възрожденски православен параклис в квартал Автокоманда на Скопие, столицата на Северна Македония, под управлението на Скопската епархия на Македонската православна църква – Охридска архиепсикопия.
Параклисът се намира от северната страна на голямата църква „Свети Архангел Михаил“ (1927). Изграден е в средата на XVIII век и в него има смятан за чудотворен извор и ценен стенопис.